# 塞德鲁-杜阿巴埃特
塞德鲁-杜阿巴埃特（葡萄牙語：Cedro do Abaeté）是巴西米纳斯吉拉斯州的一个市镇。总面积279.906平方公里，总人口1203人，人口密度4.3人/平方公里。